# Замковая скала
Замковая скала (англ. Castle Rock, гэльск. Creag a' Chaisteil, IPA:[ˈkʰʲɾʲekˈaˈxaʃtʰʲɪl]) — скала (жерловина) в центре Эдинбурга, на которой расположен Эдинбургский замок. По современным оценкам, скала образовалась примерно 350 млн. лет назад, в начале каменноугольного периода. Представляет собой остаток кимберлитовой трубки, которая проходила сквозь окружающие осадочные породы и после охлаждения лавы образовала твёрдый столб из долерита (мелкозернистой разновидности базальта). Вследствие ледниковой эрозии с западной стороны высота осадочных пород уменьшилась, сохранившись с восточной благодаря защите более твёрдым долеритом. В результате образовалась характерная формация «скала с хвостом».
Вершина скалы находится на высоте 130 м над уровнем моря, с отвесными склонами на юге, западе и севере, поднимающимися на 80 м над окружающим ландшафтом. Единственный легкодоступный маршрут к замку на вершине лежит на востоке, где склон более пологий. Оборонительное преимущество такого места очевидно, однако его геология имеет и недостатки, поскольку долерит чрезвычайно беден водоносными горизонтами. Обеспечение водой составляло проблему, и, несмотря на имевшийся колодец глубиной 28 м, вода часто кончалась во время засухи или осады, как это случилось, например, во время осады 1573 года.